# Réaction d'annélation
Pour le cerclage d'arbre, voir Annélation.

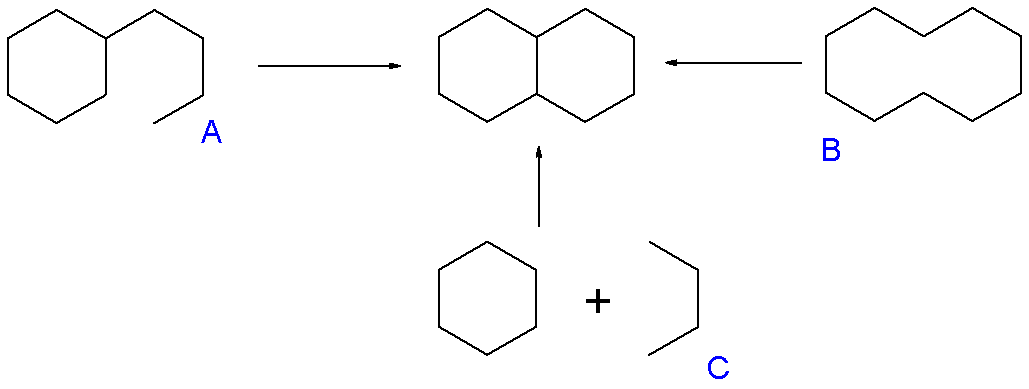
Exemples de réactions d'annélation : A : fermeture de cycle intramoléculaire, B : transannélation, C : cycloaddition.

Une réaction d'annélation (parfois annulation) est  une réaction organique dans laquelle un nouveau cycle est constitué sur une molécule (qui est elle-même souvent cyclique), par création de deux nouvelles liaisons,.
On compte parmi ces réactions l'annélation de Robinson, l'annélation de Danheiser et certaines cycloadditions. Dans les transannélations, un composé bicyclique est créé par formation d'une liaison carbone-carbone intramoléculaire à partir d'une molécule plus grande monocyclique. Un exemple de ce type est la cyclisation cétone - alcène induite par l'iodure de samarium(II) de la 5-méthylènecyclooctanone ayant lieu via un intermédiaire cétyle :

## Benzannélation
Le terme de « composé benzannélé » réfère aux composés cycliques (généralement aromatiques) issus de la fusion d'une molécule avec un cycle de benzène. La liste ci-dessous présente des exemples de composé benzannélés :
| Dérivé benzannélé | Composé cyclique initial |
| ----------------- | ------------------------ |
| Benzopyrène       | Pyrène                   |
| Quinoléine        | Pyridine                 |
| Isoquinoléine     | Pyridine                 |
| Chromène          | Pyrane                   |
| Isochromène       | Pyrane                   |
| Indole            | Pyrrole                  |
| Isoindole         | Pyrrole                  |
| Benzofurane       | Furane                   |
| Isobenzofurane    | Furane                   |
| Benzimidazole     | Imidazole                |

## Interaction transannulaire
Une interaction transannulaire en chimie est une interaction (favorable ou défavorable) entre différents groupes moléculaires non-liants dans un large cycle ou un macrocycle.  Voir par exemple la molécule d'atrane.